# Bizmut
Bizmut je kemijski element s simbolom Bi v periodnem sistemu in vrstnim številom 83. Znan je že iz antičnih časov, kjer so ga pogosto zamenjevali s kositrom in svincem.
Bizmut je zelo redek, večinoma je kemijsko vezan, po navadi v manjših količinah spremlja svinčene rude. Tvori naslednja minerala: bizmutin (bolj znan kot bizmutov sijajnik; Bi2S3) in bizmutov oker (bizimit; Bi2O3).

## Spojine elementa
- Bizmutov(III) oksid (Bi2O3): rumen prah, pri segrevanju postane rjavo rdeč; nastane pri gorenju na zraku in ni topen v vodi.
- Bizmutov(III) hidroksid (Bi(OH)3): bel, ni amorfen.
- Bizmutov(III) klorid (BiCl3): nastaja pri reakciji med bizmutom in klorom, ki v vodi hidrolizira: BiCl3 + H2O → BiClO + 2HCl.
- Bizmutov(III) ion je obstojen le v močno kislih raztopinah; pri dodatku natrijevega hidroksida nastane bizmutov(III) oksid trihidrat – Bi2O3 · 3H2O.
- Bizmutov(III) nitrat (Bi(NO3)3), bolj znan kot Bi(NO3)3 · 5H2O: brezbarven, lahkotopni kristali. Pri razredčevanju izpade bizmutov oksidnitrat, bizmutil nitrat (BiONO3), bel prašek.
- Bizmutov(III) sulfid (Bi2S3): z vodikovim sulfidom iz zmerno kislih bizmutovih soli se obori kot rjava oborina; v raztopini hidroksidov se ne raztaplja.
- Bizmutove(V) spojine (bizmutove spojine z oksidacijskim številom +5) so neobstojne in močni oksidanti.